# Expectativa

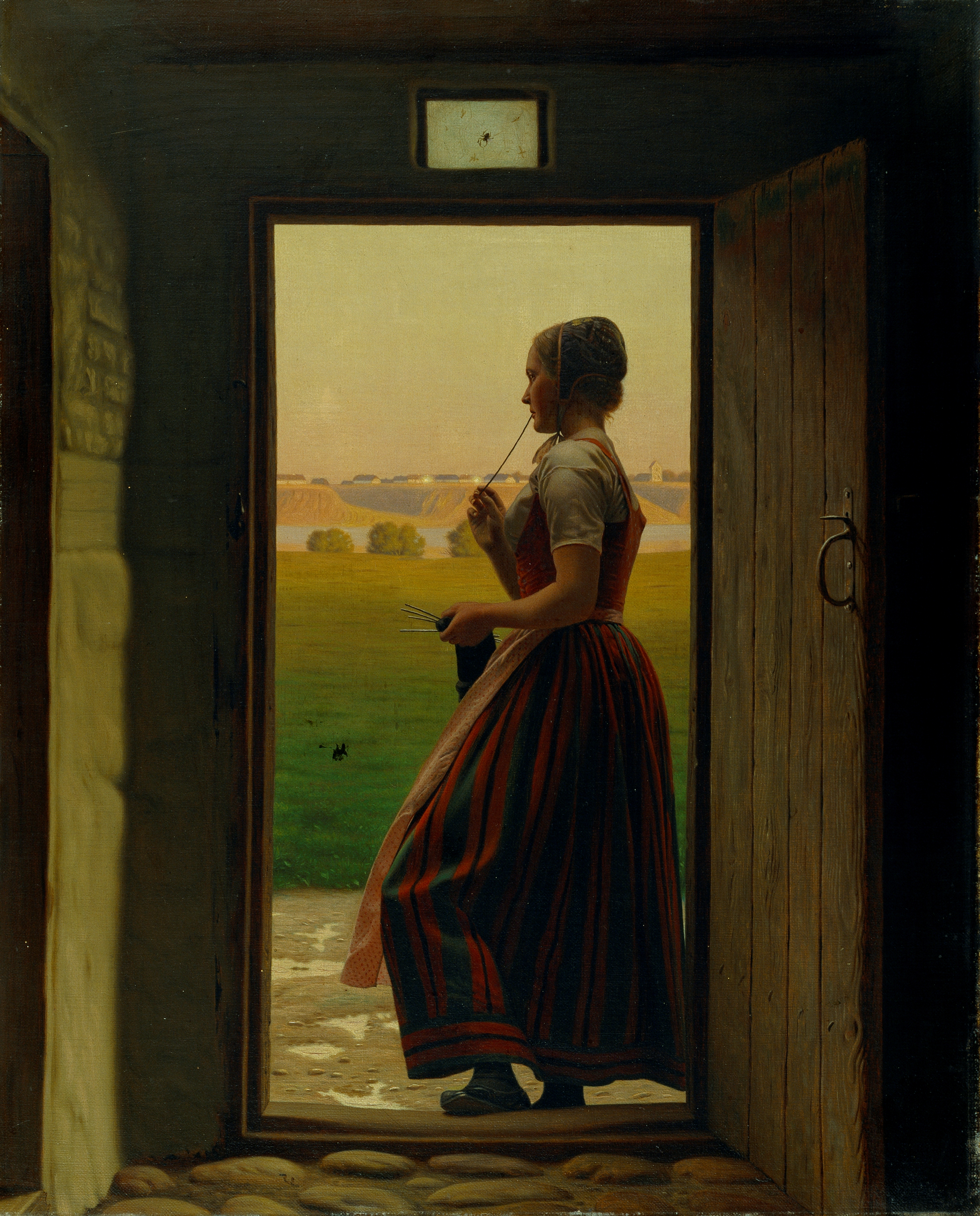
"¿Seguramente vendrá?". Pintura de Christen Dalsgaard. De la Colección Hirschsprung, Dinamarca.

En el caso de incertidumbre, expectativa es el supuesto más probable que se considera eventualmente posible. Una expectativa, que es una creencia centrada en el futuro, y puede ser o no realista. Un resultado menos ventajoso da lugar a la emoción de decepción. Si sucede algo que no se espera en absoluto, es una sorpresa. Una expectativa sobre el comportamiento o desempeño de otra persona, expresada a esa persona, puede tener la naturaleza de una solicitud fuerte o una orden; Este tipo de expectativa se llama norma social. El grado en que se espera que algo sea cierto se puede expresar usando lógica difusa.

## Expectativas de bienestar
Richard Lazarus afirma que las personas se acostumbran a experiencias de vidas positivas o negativas que conducen a expectativas favorables o desfavorables de sus circunstancias presentes y futuras. Lazarus señala el principio filosófico ampliamente aceptado de que "la felicidad depende del estado psicológico de fondo de la persona... y no puede predecirse bien sin referencia a las expectativas de uno".
Con respecto a la felicidad o la infelicidad, Lazarus señala que las condiciones objetivas de la vida son las de privación y privación, a menudo hacen una evaluación positiva de su bienestar," mientras que "las personas que están objetivamente acomodadas... a menudo hacen una evaluación negativa de su bienestar". Lazarus argumenta que "la explicación más sensata de esta aparente paradoja es que las personas... desarrollan "expectativas favorables o desfavorables" que guían tales evaluaciones.